# Hỷ yến
Hỷ yến (chữ Hán: 喜宴, tiếng Anh: The Wedding Banquet, dịch nghĩa: Tiệc cưới) là một bộ phim năm 1993, đạo diễn bởi Lý An, nói về một người đồng tính nam nhập cư đến Hoa Kỳ từ Đài Loan. Anh cưới một cô gái từ Trung Hoa đại lục để làm vui lòng cha mẹ mình và để cho cô này có được một Thẻ thường trú tại Hoa Kỳ (Hôn nhân màu tím). Tuy nhiên sự việc đã diễn ra không như kế hoạch của anh ta khi cha mẹ anh đến Mỹ để sắp đặt cho tiệc cưới.
Các diễn viên là Triệu Văn Tuyên (Winston Chao), Mitchell Lichtenstein, Cao Kim Tố Mai (May Chin), Ah Lei Gua, Dion Birney, Sihung Lung và các diễn viên khác. Hỷ yến là bộ phim đầu tiên trong ba bộ phim của Lý An về đề tài đồng tính, phim thứ hai là Brokeback Mountain và phim thứ ba là Taking Woodstock. Lý An cũng đóng vai một người khách đến dự tiệc cưới trong phim này. Hoa Kỳ và Đài Loan hợp tác sản xuất.

## Nội dung
Wai-Tung Gao (Winston Chao) và Simon (Mitchell Lichtenstein) là một đôi đồng tính nam sống hạnh phúc tại Manhattan, New York. Wai-Tung đã gần 30 tuổi nên cha mẹ anh (Sihung Lung and Ah-Leh Gua) rất muốn anh cưới vợ và sinh con. Phần đầu của bộ phim là những đoạn hài hước. Khi cha mẹ Wai-Tung đến dịch vụ mai mối, Wai-Tung và Simon đã cố tình đưa ra những điều kiện không thể thỏa mãn được. Nghệ sĩ hát bội Trung Hoa luôn là nam nên họ yêu cầu một cô gái là nghệ sĩ hát bội và cô phải rất cao ráo, có hai bằng tiến sĩ và có thể nói được năm thứ tiếng. Dịch vụ đã giới thiệu một cô gái Trung Hoa cao 5’9’’ là nghệ sĩ hát opera, có thể nói năm thứ tiếng và chỉ có một bằng tiến sĩ. Cô gái được giới thiệu tỏ ra rất thông cảm khi Wai-Tung bày tỏ nỗi lòng của mình. Sau đó, Simon nhất định rằng Wai-Tung nên cưới một nhân viên của anh ta, Wei-Wei (May Chin), một nữ họa sĩ đến từ Trung Hoa lục địa chưa có thẻ xanh và không một xu dính túi. Wai-Tung đồng ý. Bên cạnh giúp đỡ Wei-Wei, Simon và Wai-Tung hy vọng sẽ làm vui lòng cha mẹ Wai-Tung.
Đám cưới diễn ra với những thủ tục truyền thống của người Hoa. Trong đêm tân hôn, đám bạn của Wai-Tung bắt anh và cô dâu phải trùm chăn kín và cởi bỏ hết quần áo xong họ mới chịu về. Sau đó Wei-Wei có thai. Simon trách Wai-Tung tại sao quan hệ tình dục không an toàn. Ngoài ra vì Wai-Tung và Wei-Wei không có tình yêu với nhau mà phải sống với nhau để che đậy và sự chia tách của Wai-Tung và Simon mặc dù tất cả họ và cha mẹ Wai-Tung đều sống chung một nhà đã làm nhiều vấn đề nảy sinh. Mọi chuyện từ từ vỡ lở. Wei-Wei đòi phá thai. Tuy nhiên cuối cùng cô quyết định giữ lại để sinh cho cặp đôi Wai-Tung và Simon một đứa con.

## Giải thưởng
Bộ phim được đề cử giải Oscar cho phim nước ngoài hay nhất và giải Quả cầu vàng cho phim nước ngoài hay nhất. Phim đoạt giải Golden Space Needle ở Liên hoan phim Quốc tế Seattle và giải Gấu vàng ở Liên hoan phim Berlin năm 1993.

## Ngoài lề
Tháng 12 năm 1993, Yuji Konno viết lại bộ phim thành tiểu thuyết Hỷ yến và phát hành ở Nhật Bản.